# Impact gardening
Impact gardening (lit. català jardineria per impactes) és el procés en el qual els impactes astronòmics fan moure la capa més externa de l'escorça de llunes i altres objectes celestes sense atmosferes. En el cas particular de la Lluna, això és més sovint conegut com a lunar gardening (cat. jardineria lunar). Els cossos planetaris que no tenen una atmosfera, generalment, també no tenen cap procés d'erosió, amb la possible excepció del vulcanisme, i com a resultat de les restes de l'impacte acumulades a la superfície de l'objecte com un aspre "sòl", comunament conegut com a regolita. Els impactes posteriors, especialment per part micrometeorits, agiten i barregen aquest sòl. Durant molt temps s'ha estimat que cada centímetre de la superfície lunar es bolca cada 10 milions d'anys. No obstant això l'anàlisi més recent del satèl·lit LRO, de la cobertura de les ejeccions d'impacte, col·loca la xifra més a uns 80.000 anys.